# Vidablickskyrkan

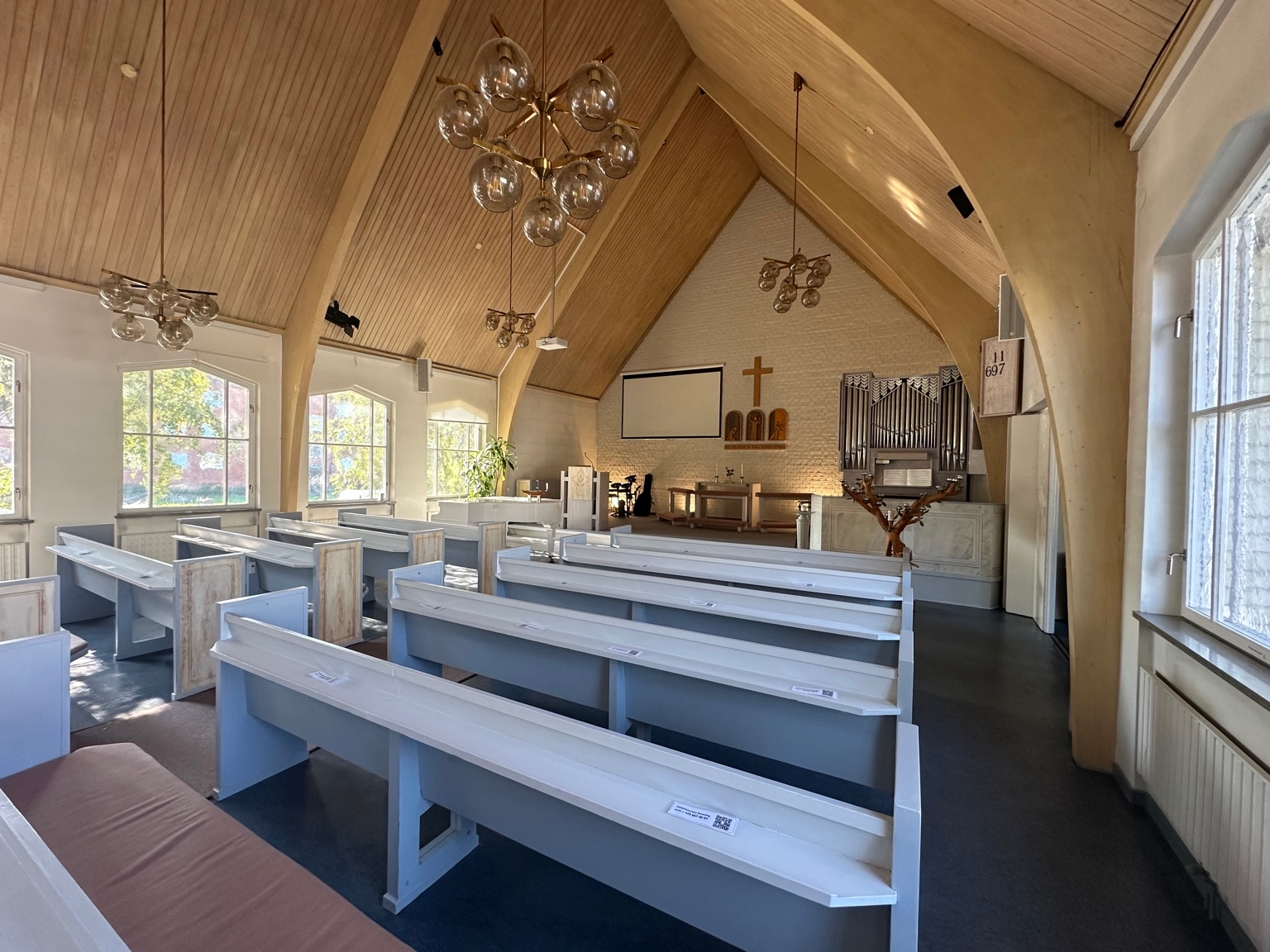
Vidablickskyrkan

Vidablickskyrkan är en kyrkobyggnad och församling i Norrköping, ansluten till Equmeniakyrkan. Församlingens verksamhet har sin hemvist på Skolmästaregatan 13. Sedan bildandet år 2009 har Vidablickskyrkan varit en plats för gemenskap, tro och engagemang.
År 2011 blev församlingen moderförsamling till Hagebykyrkan, en roll den hade fram till mars 2020, då Hagebykyrkan bildade en egen församling.
I församlingens vision uttrycks längtan efter en tro som bär i vardagen och en gemenskap där alla får plats:
”Vi är en församling med önskan om att leva Kristusnära, vardagsnära och nära varandra. Vi önskar att alla ska känna sig varmt välkomna och här finna en plats att dela livet med andra.”